# A True Mob Story
Pour plus de détails, voir Fiche technique et Distribution.
A True Mob Story (龍在江湖, Long zai jiang hu) est un film hongkongais réalisé par Wong Jing, sorti en 1998.

## Synopsis
Wai Kat-Cheung, un membre de la triade, sauve la vie de son patron Prince, menacé par Tête de Mort et son gang en tranchant son œil gauche dans la bataille avant qu'il ne se fasse arrêter par la police. 
Cinq années passent, Cheung gère avec Prince une fabrique de VCD pirates. Ce dernier l'humilie régulièrement. Wai trouve alors auprès de son fils Tai-Hung et de son amie Ruby son havre de paix. Bientôt, Tête de Mort sort de prison bien décidé à se venger et à faire payer à Wai son humiliation. Une nuit, Tête de Mort s'introduit chez Wai qui est absent et prend en otage son fils et son amie. Le lendemain, Cheung (arrêté par la police car il a tenté de franchir une zone interdite) découvre par Michael (membre de la police), les atrocités commises par ce dernier. C'est là que tout va changer, il décide de redevenir comme il était autrefois il y a 5 ans, pour venger son fils et son amie.

## Fiche technique
- Titre : A True Mob Story
- Titre original : 龍在江湖 (Long zai jiang hu)
- Réalisation : Wong Jing
- Scénario : Wong Jing
- Musique : Peter Kam
- Photographie : Cheng Siu-keung
- Montage : Marco Mak
- Sociétés de production : China Star Entertainnment, B.O.B. and Partners Co.Ltd., Win's Entertainment Ltd
- Distribution :

 Hong Kong :  China Star Entertainment
- Pays de production :  Hong Kong
- Genre : Drame et film de gangsters
- Durée : 112 minutes
- Date de sortie :
  - Hong Kong : 1er juillet 1998

## Distribution
- Andy Lau : Wai Kat-Cheung
- Gigi Leung : Sandy Leung
- Suki Kwan : Ruby Kwan
- Mark Cheng (VF : Emmanuel Garijo) : Prince
- Alex Fong (VF : Bruno Choël) : Michael
- Joe Tak-Chung Ma : David
- Ben Ng : Tête de Mort
- Angie Cheung : Cindy
- Chi Hung Ng : Fai
- Michael Chan (VF : Hervé Jolly) : Oncle Mei
- Lee Siu-kei : Pao Wing